# Hartmut Pfeuffer

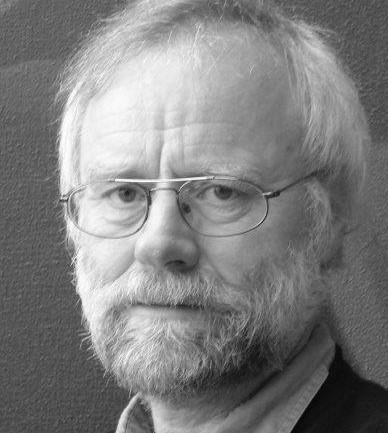
Hartmut Pfeuffer, 2005

Hartmut Pfeuffer (* 18. September 1949 in Aschaffenburg; † 13. Dezember 2018 in Höchstädt an der Donau) war ein deutscher Zeichner, Radierer, Maler und Fotograf.

## Leben
Hartmut Pfeuffer war im Spessart und in der Rhön aufgewachsen. Die Gymnasialzeit schloss er mit dem Abitur in Ansbach ab. Er studierte fünf Jahre an der Akademie der bildenden Künste München. Daneben besuchte er Universitätsvorlesungen in den Fächern Kunstgeschichte und Archäologie. Nach Ablegung beider Staatsexamina unterrichtete er bis 2007 Kunst am Johann-Michael-Sailer-Gymnasium in Dillingen an der Donau. Er war Mitglied der Künstlervereinigung Münchner Secession und des Künstlersonderbundes in Deutschland in Berlin.

## Künstlerische Entwicklung

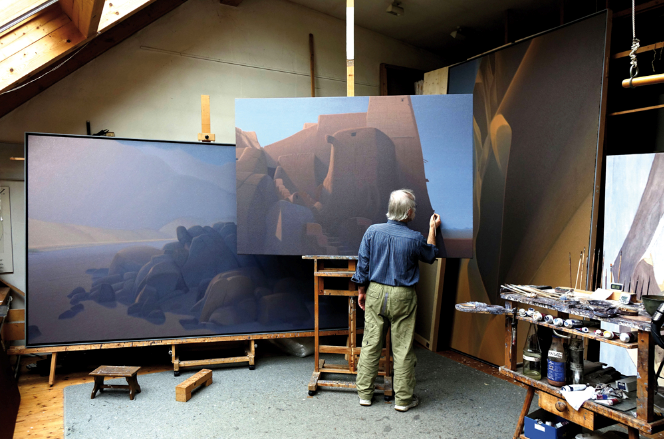
Hartmut Pfeuffer in seinem Atelier in Höchstädt umgeben von großflächigen Leinwänden

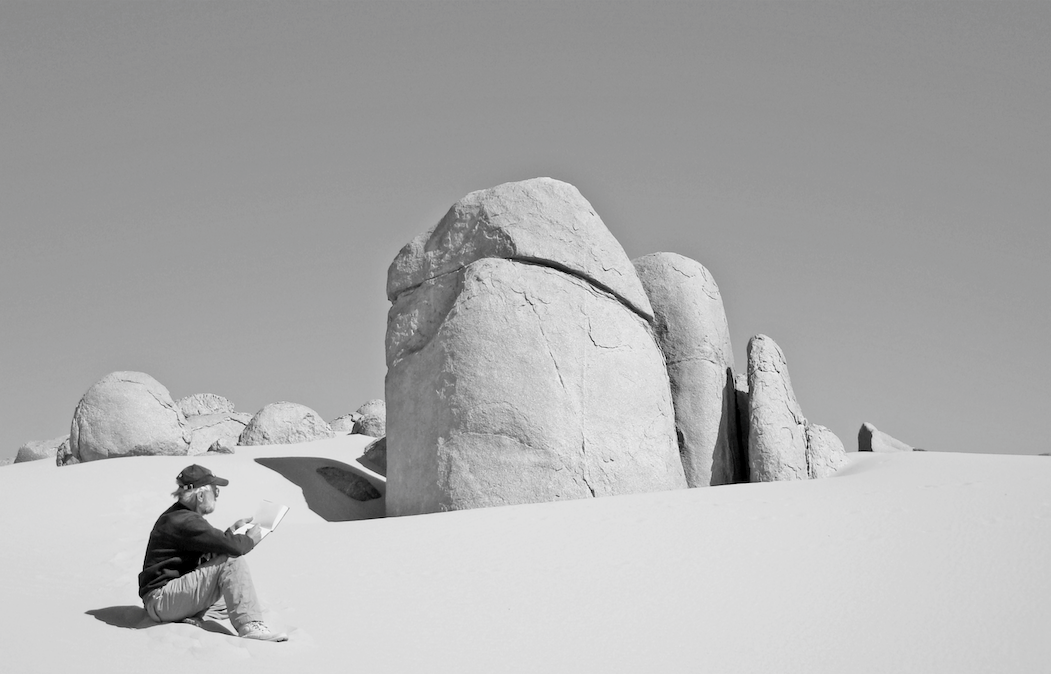
Hartmut Pfeuffer in der Wüste

Sein zeichnerisches Talent zeigte sich schon sehr früh. Seit seiner Kindheit widmete er sich auch dem Klavier- und Bratschenspiel. Dass er sich gegen eine musikalische Laufbahn entschied, lag vor allem an dem Ansbacher Künstler Heinrich Pospiech (1908–1980), der ihn tief beeindruckt hatte.
Grundlage des Akademiestudiums bei Professor Heinz Butz (1925–2022) war die Arbeit vor dem Modell. Die komplexe Struktur des menschlichen Körpers wurde analytisch erfasst und linear wiedergegeben. Diese strenge Schule prägte zeitlebens sein künstlerisches Schaffen.
Schon während des Studiums führten ihn zahlreiche Reisen nach Südeuropa, wo er Landschaft, Architektur und Kunstdenkmäler zeichnete. Dabei trat bereits seine Vorliebe für klare und kompakte Formen zutage, wie sie etwa in der romanischen Architektur oder einfachen ländlichen Gebäuden zu finden sind. In Griechenland zeichnete er in den Ausgrabungsstätten, und während zweier längerer Aufenthalte auf dem Berg Athos setzte er sich mit byzantinischer Kunst auseinander.
Nachdem er sich 1977 in Höchstädt an der Donau niedergelassen hatte, erkundete er zeichnend die Donauebene, wobei ihn die charakteristischen Kopfweiden besonders beschäftigten. Die Landschaft blieb fortan sein Thema.
Das Interesse am Vulkanismus veranlasste ihn 1988, auf Lanzarote zu arbeiten. Ein Jahr später wurde die maltesische Megalitharchitektur zum Anlass für eine Reihe von Arbeiten, die diese wuchtigen Steinmonumente zeigen.
1990 unternahm er die erste Saharareise. Bis 2016 war er fast alljährlich um die Jahreswende zwei bis drei Wochen in der Südsahara, vor allem in abgelegenen und menschenleeren Zonen Algeriens, des Niger und des Tschad, kam aber auch nach Libyen, in die Weiße Wüste Ägyptens, nach Mali und Marokko und durchquerte die Danakilwüste.

## Malerei
Seine Arbeitsweise war den Umständen angepasst. Meist konnte er seine Eindrücke nur in schnellen Skizzen festhalten. Vor allem in den frühen Morgenstunden und am Abend, wenn Licht und Schatten starke Kontraste erzeugen, zeichnete und fotografierte er. Im Höchstädter Atelier entstanden seine großformatigen Landschaftsgemälde, die keine fotorealistischen Abbildungen darstellen. Ausgehend von optischen Eindrücken entwickelte er eine ganz eigene Bildsprache. Nur wenige Farben benötigte er zur Gestaltung: Rotbraun, Ultramarinblau und andere Blautöne, Ocker, Weiß und Schwarz. Dagegen fehlen Gelb, Grün und Rot fast ganz. Bei genauer Betrachtung sieht man allerdings einen immensen Nuancenreichtum in den farblichen Abstufungen. Auf die weiß grundierte Leinwand skizzierte er die großen Kompositionen (ca. 300 × 180 cm) zunächst mit neutralen Farben und breitem Pinsel. Je weiter die Arbeit fortschritt, desto pastoser wurde der Farbauftrag und desto feiner die Pinsel, bis er zuletzt die Farbe mit der Pinselspitze auftupfte. Besonders die späten Saharabilder geben das Diesige der sanderfüllten Luft und das diffuse Licht der Sonne wieder. Abstraktion und Reduktion des Motivs führten zu Bildgestaltungen, die das Wesenhafte der Wüste, so wie er es empfand, zum Ausdruck bringen. Dazu gehören die Weite des Raumes und geradezu spürbare absolute Stille. An einem Bild arbeitete er etwa ein halbes Jahr. 80 großformatige Gemälde zu Themen aus der Sahara entstanden bis zu seinem Tod 2018.

## Zeichnung und Radierung
Parallel zu den Gemälden arbeitete er an Bleistiftzeichnungen und Radierungen. In der Grafik griff er mitunter gleiche oder ähnliche Motive wie in der Malerei auf und erprobte ihre Wirkung im kleinen Format. Dabei variierte er Blickwinkel, Bildausschnitt oder Licht- und Schatteneffekte. Der kleine Maßstab und die Reduktion auf das Helldunkel erzwingen eine noch stärkere Abstraktion.
Die Zeichnungen führte er mit stets gespitzten Bleistiften verschiedener Härtegrade auf Elfenbeinkarton aus. Mit harten Stiften legte er die Komposition an. Feinste kurze Striche (zeitweise arbeitete er mit Hilfe der Lupe) setzte er wie in Schriftzeilen nebeneinander. In den Schattenzonen verdichten sich die Parallel- und Kreuzschraffuren und weichere Stifte kommen zum Einsatz. Nie aber wird das weiße Papier vollständig abgedeckt, so dass auch in dunkelsten Bereichen weiße Pünktchen zwischen den Schraffuren zu sehen sind und durchscheinendes Licht suggerieren.
Ebenso differenziert ausgeführt wie die Bleistiftzeichnungen sind die Radierungen. Hartmut Pfeuffer erweiterte diese Tiefdrucktechnik in verschiedener Hinsicht. So ging er dazu über, zwei unterschiedlich ausgearbeitete Kupferplatten passgenau übereinander zu drucken. Durch dieses Zwei-Platten-Druckverfahren erzielte er weitaus mehr Graustufen, stärkere Tiefen und zartere Übergänge als mit nur einer Platte. Eine Neuerung war, die Kupferplatte nicht in die Säure zu legen, sondern in einen senkrecht aufgestellten Säurebehälter langsam abzusenken. Bei diesem Vorgang entstand eine weitere Abstufung im Graubereich. Zahllose Zustandsdrucke waren vonnöten, bis das gewünschte Ergebnis zustande kam.

## Fotografie
Im Unterschied zu seinen Gemälden, Zeichnungen und Radierungen, bei denen sich Pfeuffer auf Landschaften und Gebäude konzentrierte, zeigen die Fotografien immer wieder auch Menschen. Viele seiner Motive besitzen inzwischen dokumentarischen Wert. Er fotografierte viele Orte, die aufgrund von Aufständen oder Bürgerkriegen heute zerstört sind.
Wie in der bildnerischen Arbeit richtete er sein Augenmerk ganz auf das Licht. Es fällt auf, dass er Gegenlichtaufnahmen bevorzugte. Fast immer fotografierte er in den Morgen- und Abendstunden, wenn die Schatten lang sind und die Plastizität der Formen deutlich hervortritt. Zum Teil abstrahierte er beim Fotografieren noch stärker als in der Malerei. Es konnte sein, dass es ihm kaum noch um das Motiv ging, sondern allein um Licht und Farbe.
Seitdem er digital fotografierte, bearbeitete er die Aufnahmen am PC und druckte sie selbst mit dem Farbdrucker aus. Dafür wählte er nur wenige Fotos aus, die seinen Ansprüchen genügten.

## Arbeiten im öffentlichen Besitz
- Freistaat Bayern
- Bayerische Staatsgemäldesammlung
- Staatliche Graphische Sammlung München
- Grafische Sammlung der Stadt Augsburg
- Bayerische Akademie der Schönen Künste München
- Bayerisches Staatsministerium für Wissenschaft und Kunst
- Secession München, Haus der Kunst
- Universal Graphic Museum in Egypt, Kairo
- Universitätsbauamt Augsburg
- Neue Presse Passau
- Die Stadt Wertingen
- Die Städte Augsburg, Dillingen an der Donau, Marktoberdorf, Neu-Ulm, Senden (Bayern)
- Landratsamt Dillingen an der Donau

## Preise und Auszeichnungen
- 1980: Salzburg-Stipendium des Bayerischen Staatsministerium für Wissenschaft und Kunst
- 1985: Förderpreis der Bayerischen Akademie der Schönen Künste, München
- 1986: Bayerischer Staatsförderpreis für Bildende Kunst[8]
- 1989: Förderpreis der Stadt Marktoberdorf
- 1989: Kunstpreis des Landkreises Dillingen[9]
- 1992: Johann-Georg-Fischer-Kunstpreis der Stadt Marktoberdorf
- 2013 Studienaufenthalt in der Fondazione Seewald, Ronco s/Ascona

## Ausstellungen (Auswahl)
- 1985: Dillingen an der Donau, Landratsamt
- 1990: Augsburg, Schaezlerpalais (Kellergalerie)
- 1993: Cham, Cordonhaus
- 1993: Augsburg, Kunstverein Augsburg
- 2000: Wertingen, Schloss und Städtische Galerie
- 2003: Künstlerhaus Marktoberdorf
- 2004: Augsburg, Toskanische Säulenhalle, Zeughaus
- 2006: Bobingen, Kunstverein
- 2006: Landshut, Kunstverein
- 2007: Venedig, Palazzo Albrizzi (Künstler der Sezession München)
- 2010: Höchstädt, Schloss Höchstädt, mit Gerhard Rießbeck
- 2011: München/Ismaning, Kallmann-Museum mit Bernhard Edmaier
- 2014: Bamberg, St. Stephan
- 2014: Pfarrkirchen, Hans-Reiffenstuehl-Haus mit G. Zantis und Th. Diermann
- 2016: Erlangen, Herz-Jesu-Kirche
- 2016: Heilsbronn, Münster und Religionspädagogisches Zentrum[10]
- 2017: Coburg, Kunstverein Coburg
- 2017: Rottenburg am Neckar, Kulturzentrum mit G.Zantis und Th. Diermann
- 2017: Dachau, Neue Galerie 6, Künstler der Secession
- 2019: Bruckmühl, Galerie Markt Bruckmühl mit M. Rosenthal
- 2019: Ingolstadt, Städtische Galerie in der Harderbastei[11]
- 2019: Wertingen, Schloss und Städtische Galerie[12]
- 2021: Höchstädt an der Donau, Schlosskapelle[13]
- 2022: Altisheim (bei Donauwörth), Ausstellung mit Jochen Rüth
- 2022: Dillingen, Stadtgalerie[14]
- 2024: Oberschönenfeld bei Augsburg, Galerie für zeitgenössische Kunst mit Jochen Rüth und Christiane Wilhelm